# Mario Sánchez Yantén
Mario Sánchez Yantén (San Miguel, Santiago, 22 de julio de 1956) es un exárbitro de fútbol chileno con categoría FIFA.

## Labor profesional
Dirigió partidos a nivel nacional e internacional como la Copa Libertadores de América, Copa Intercontinental 1998, Juegos Olímpicos de Sídney 2000, Mundial de Francia 1998 y la Copa América 2001. Es director del Área Fútbol Joven y exdirector del comité de árbitros de la Asociación Nacional de Fútbol Profesional (ANFP) tras ser despedido por su vinculación con el denominado «mafia del club de póker».
En 2024 una empresa liderada por Mario Sánchez se adjudicó el control del arbitraje en Tercera A como en Tercera B de Chile. En mayo de 2024, un reportaje de Mega dio cuenta de designaciones arbitrales irregulares, pagos en negro, irregularidades en adjudicarse el contrato para arbitrar y asistencia de Sánchez a diferentes instancias en estado de ebriedad, el 28 de mayo fue despedido de sus funciones.